# DSK Bank
DSK Bank (Bulgaars: Банка ДСК) is een grote commerciële bank in Sofia, Bulgarije.
Voorheen heette deze bank Държавна спестовна каса (Darzjavna Spestovna Kasa, Spaarbank van de staat).
Sinds 2003 is de Hongaarse OTP Groep volledig eigenaar.